# Grodno Barbarians 2019
Questa voce raccoglie le informazioni riguardanti i Grodno Barbarians nelle competizioni ufficiali della stagione 2019.

## Campionato bielorusso di football americano 2019

### Stagione regolare
| Minsk 8 maggio 2019, ore 15:00 | Minsk Hurricanes | 43 – 0 referto | Grodno Barbarians | SOK Olimpijskij |

| Hrodna 1º giugno 2019 | Grodno Barbarians | 21 – 0 (a tavolino) referto | Brest Sentinels |  |

| Minsk 17 agosto 2019 | Minsk Litwins | - – - (annullata, vittoria assegnata senza punteggio ai Litwins.) referto | Grodno Barbarians |  |

## Monte Clark Arena Cup 2019

### Stagione regolare
| Minsk 3 marzo 2019, ore 10:00 | Grodno Barbarians | 8 – 28 | Vilnius Iron Wolves |  |

| Minsk 3 marzo 2019, ore 11:00 | Grodno Barbarians | 0 – 12 | Kaliningrad Amber Hawks |  |

### Playoff
| Minsk 3 marzo 2019, ore 13:00 | Vinnytsia Wolves | 25 – 0 | Grodno Barbarians |  |

## Statistiche di squadra
| Competizione                        | %Vittorie | In casa | In casa | In casa | In casa | In casa | In casa | In trasferta | In trasferta | In trasferta | In trasferta | In trasferta | In trasferta | Totale | Totale | Totale | Totale | Totale | Totale |
| Competizione                        | %Vittorie | G       | V       | N       | P       | Pf      | Ps      | G            | V            | N            | P            | Pf           | Ps           | G      | V      | N      | P      | Pf     | Ps     |
| ----------------------------------- | --------- | ------- | ------- | ------- | ------- | ------- | ------- | ------------ | ------------ | ------------ | ------------ | ------------ | ------------ | ------ | ------ | ------ | ------ | ------ | ------ |
| Campionato                          | .333      | 1       | 1       | 0       | 0       | 21      | 0       | 2            | 0            | 0            | 2            | 0            | 43           | 3      | 1      | 0      | 2      | 21     | 43     |
| Monte Clark Cup - stagione regolare | .000      | 2       | 0       | 0       | 2       | 8       | 40      | 0            | 0            | 0            | 0            | 0            | 0            | 2      | 0      | 0      | 2      | 8      | 40     |
| Monte Clark Cup - playoff           | .000      | 0       | 0       | 0       | 0       | 0       | 0       | 1            | 0            | 0            | 1            | 0            | 25           | 1      | 0      | 0      | 1      | 0      | 25     |
| Totale                              | .167      | 3       | 1       | 0       | 2       | 29      | 40      | 3            | 0            | 0            | 3            | 0            | 68           | 6      | 1      | 0      | 5      | 29     | 108    |